# ランチア・LC2

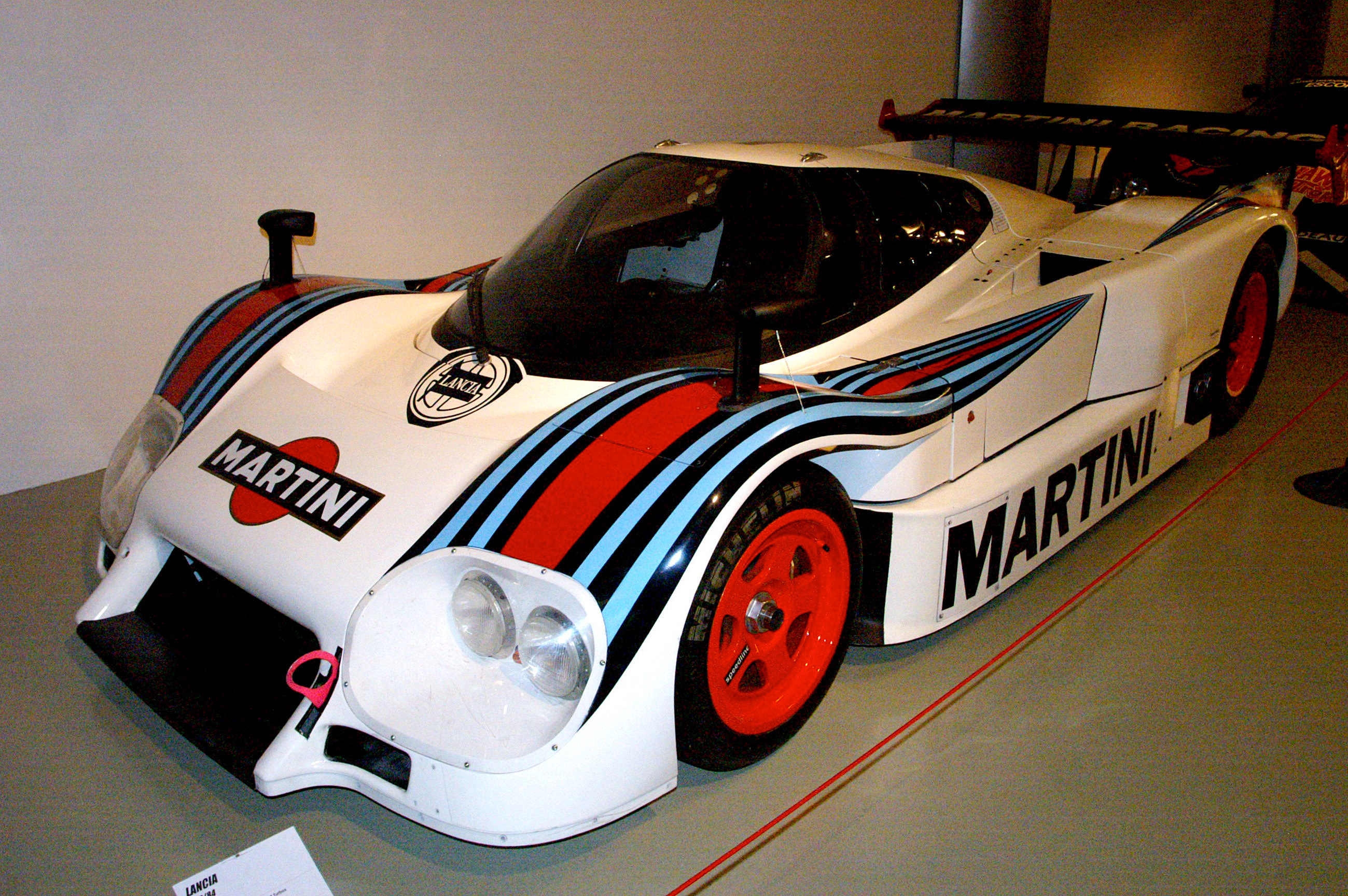
1984年仕様

ランチア・LC2は、ランチアが世界耐久選手権（WEC)参戦用に製作したグループCカーである。

## 概要
ランチアは1982年シーズンを、同年に施行された国際自動車連盟（FIA）の新規定によるグループCではなく、旧規定であるオープントップのグループ6の2.0リットル相当となるLC1で参戦した。1983年よりFIAの規定がグループCに統一されるため、ランチアもグループCカーを開発した。
ダラーラで製作されたシャシはアルミニウム製のツインチューブモノコックで、前面投影面積を減らすためフロント1,470mm、リア1,344mmとナロートレッドに仕上げ、マシン全幅もポルシェ・956よりも200mm狭い1,800mmしかない。サスペンションはオーソドックスなダブルウィッシュボーンサスペンションだが、リア・ロワアームはアンダーフロアのトンネル部分の気流を阻害しないようドライブシャフトと同じ高さに取り付けられている。
リアウイングは、当初は垂直安定板を介してリアカウルに装着されていたが、1984年からトランスミッションにマウントされるようになり、マシンのトレッド幅も毎年のように拡大されていった。
エンジンは、フェラーリ・308GTBのV型8気筒をアバルトが2.6リットルツインターボ化したものをミッドシップに搭載した（ちなみに同エンジンは、後にCARTマシンであるフェラーリ・637にも流用されている）。排気量は1984年のル・マン24時間レースから3.0リットルに拡大された。
LC2は、ポルシェ・956一辺倒であった1980年代前半のWECにおいて、唯一ポルシェに立ち向かえる可能性があると見られたマシンであった。しかし予選ではポルシェと互角の速さを見せるものの決勝では信頼性が欠如し、参戦した1983年開幕戦モンツァから1986年第2戦シルバーストンまでの間で、通算3勝しかできなかった。1985年はル・マン24時間レースとホッケンハイムを除く参戦したすべてのレースでポールポジションを獲得したが、決勝での勝利はスパ・フランコルシャンでの1勝のみだった。
1986年第2戦シルバーストンをもってワークス活動を終了し、その後はムサットに放出され、1988年にはパワーソースをアバルトチューンのV型10気筒エンジンとした｡1991年シーズンまで参戦を続けるが、目立った成績を挙げることはできなかった。
1985年にはガレーヂ伊太利屋がLC2を輸入し全日本スポーツプロトタイプカー耐久選手権(JSPC)にエントリーさせていた。